# Azul (município)
Azul (partido) é um partido (município) da província de Buenos Aires, na Argentina. Possuía, de acordo com estimativa de 2019, 67.495 habitantes.

## Localidades
- Ariel: 62 habitantes
- Azul: 53.054 habitantes
- Cachari: 2.968 habitantes
- Chillar: 3.332 habitantes
- Dieciseis de Julio: 151 habitantes
- Lazzarino
- Martin Fierro
- Miramonte
- Nieves
- Pablo Acosta
- Parish
- Shaw

(INDEC 2.001)